# 島田優里
島田 優里（しまだ ゆり、1994年12月9日 - ）は、大阪府泉大津市出身の女子競輪選手。日本競輪選手会長崎支部所属（当初は奈良支部所属）。日本競輪学校（当時。以下、競輪学校）第108期生。師匠は中川武志（60期）。元女子競輪選手の島田伸二香（116期）は実妹。

## 経歴
小学校、中学校時代は柔道に打ち込んでいたが、大阪府立伯太高等学校時代は部活はせず、いわゆる帰宅部だった。ただ、テレビで観たガールズケイリン1期生に憧れ競輪選手を志した。
2013年12月20日、競輪学校第108回技能試験に合格。在校競走成績は12位（0勝）。
2015年7月10日、川崎競輪場でデビューし2着。初勝利は同年7月29日の小倉競輪場で挙げた。
妊娠したため2023年8月より産休に入り、2024年春に第1子を出産。
2025年3月10日付で長崎支部に移籍。同年下期期初となる7月の松戸FIより2年ぶりにレースに復帰。